# 자가디시 찬드라 보스
자가디시 찬드라 보스 작사(Sir Jagadish Chandra Bose, /boʊs/; 벵골어: জগদীশ চন্দ্র বসু dʒɔgod̪iʃ tʃɔnd̪ro bosu; 1858년 11월 30일 ~ 1937년 11월 23일)은 박식가, 물리학자, 생물학자, 생물물리학자, 식물학자, 고고학자로, 초기 SF 작가이기도 하다. 그는 영국령 인도에서 살면서 라디오 및 마이크로파 광학 연구의 선봉에 섰으며, 식물 과학에 매우 지대한 공헌을 하였고, 인도 아대륙의 실험 과학 토대를 마련하였다. 전기 전자 기술자 협회는 그를 무선 통신 과학의 아버지 중 한 명으로 칭했다. 그는 벵골 과학 소설의 아버지로 여겨진다. 또한, 그는 크레스코그래프를 발명했다. 달의 충돌구 중 하나는 보스의 명예를 기리고자 그의 이름을 따왔다.